# Armenier

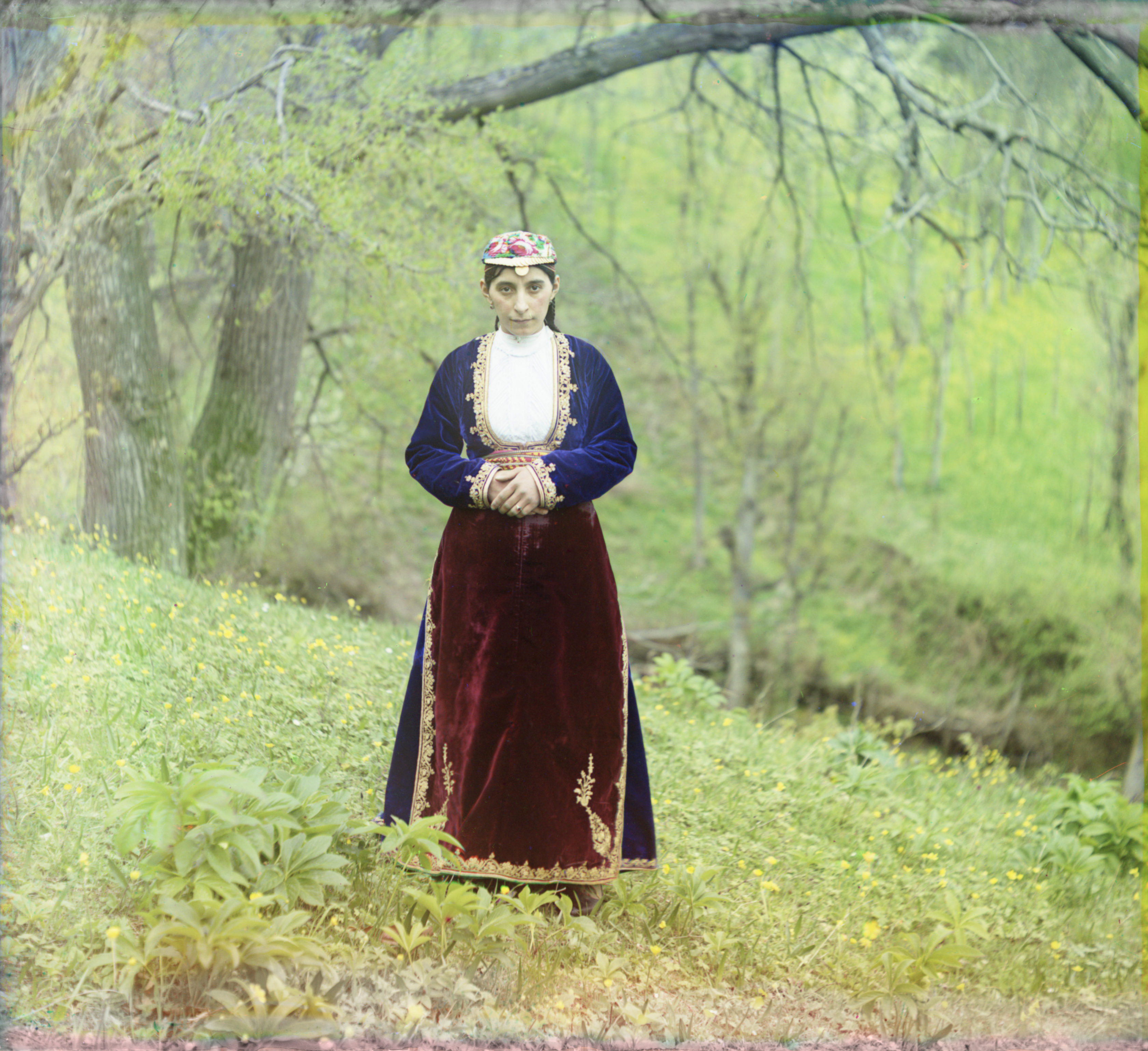
Traditionell gekleidete armenische Frau in Artvin 1909–1912

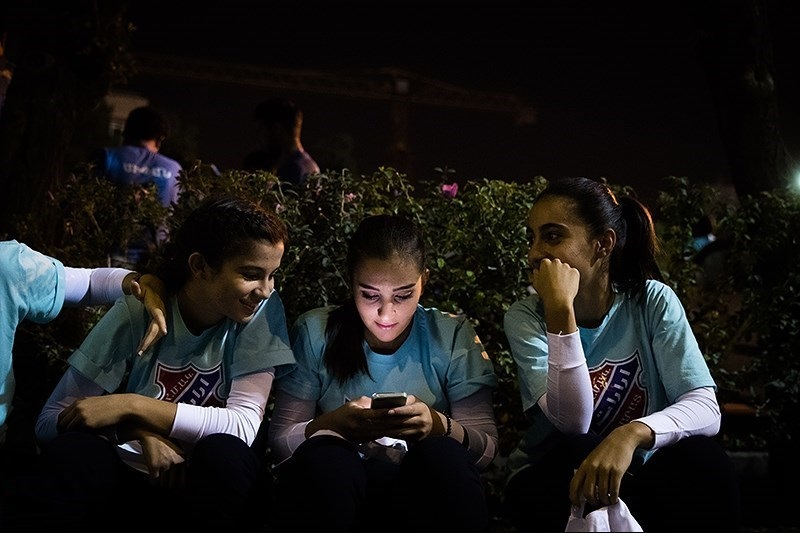
Armenische Mädchen in Iran, während der pan-armenischen Spiele in Teheran (2016)

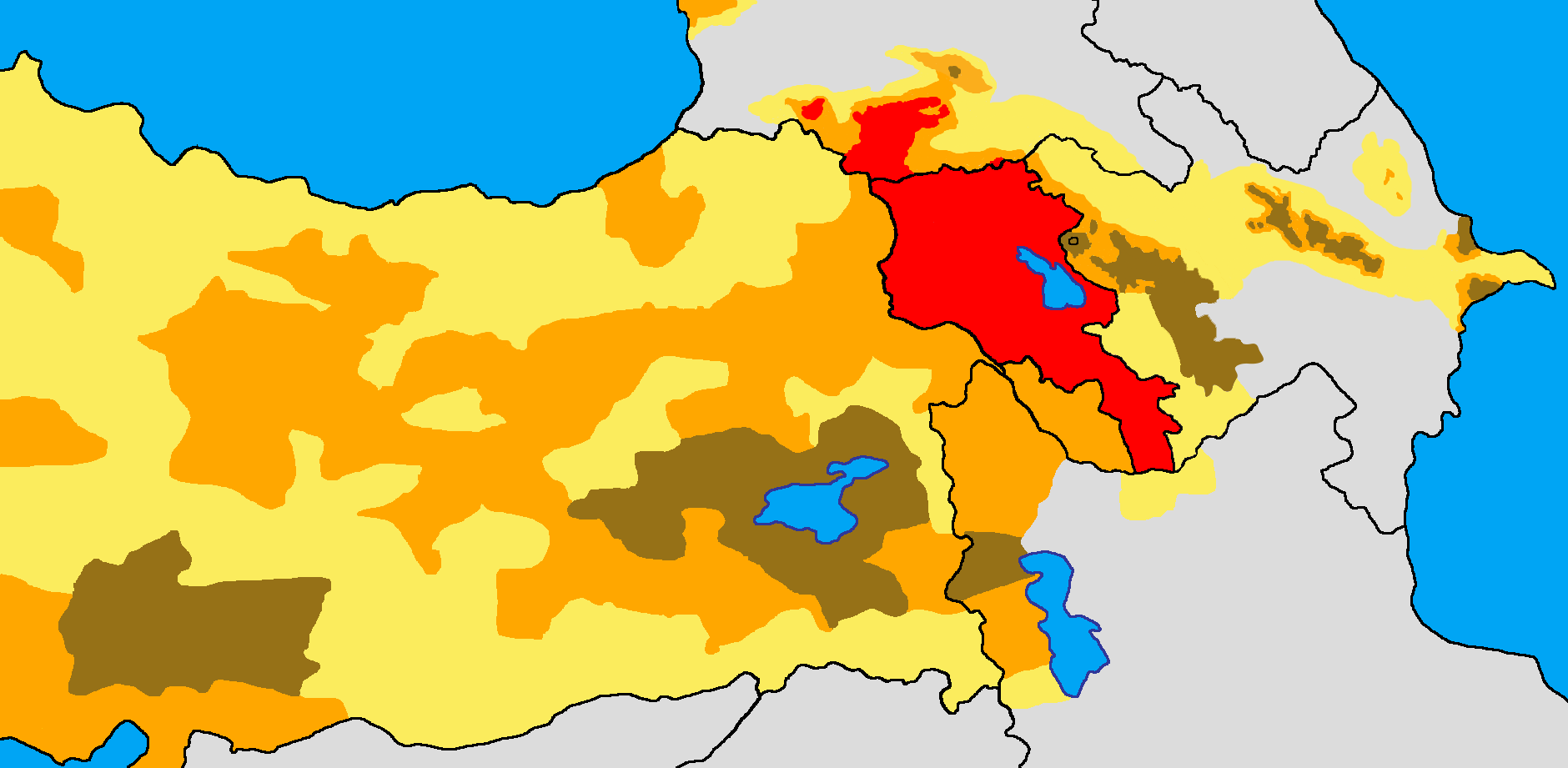
Siedlungsgebiete der Armenier:
aktuell; ehemalig: > 50 %, 25–50 %, < 25 %

Die Armenier (armenisch Հայեր Hajer) sind eine ethnische Gruppe, die seit womöglich 3500 Jahren vorwiegend im Gebiet zwischen dem Hochland des östlichen Kleinasien und dem Südkaukasus lebt. Dieses Gebiet ist auch als armenisches Hochland bekannt. Zugleich sind die Armenier die Titularnation der Republik Armenien, wo sie den größten Teil der Bevölkerung bilden. Weltweit gibt es etwa acht Millionen Armenier, außerhalb Armeniens unter anderem in Russland, Frankreich, Iran und in den Vereinigten Staaten von Amerika. Im Bergkarabachkonflikt, dem Krieg um Bergkarabach 2020 und besonders der aserbaidschanischen Offensive im September 2023 flohen die in der Bergkarabach lebenden Armenier nahezu vollständig, wurden nach Berichten in einigen Orten auch vertrieben oder evakuiert.

## Etymologie
Die Eigenbezeichnung der Armenier, Hajer, und die Fremdbezeichnung Armen gehen auf einige der frühesten Volksstämme in der späten Bronzezeit zurück, die im armenischen Hochland politische Organisationsformen bildeten: die Ḫajaša im 15. bis 13. Jahrhundert v. Chr. im Nordwesten und die Arme-Shupria im 13. bis 12. Jahrhundert v. Chr. im Südwesten. Der Begriff Armen, womit Griechen und Perser in der Antike das armenische Hochland und seine Bewohner bezeichneten, taucht erstmals am Ende des 6. Jahrhunderts v. Chr. beim griechischen Historiker Hekataios von Milet und um 520 v. Chr. in der dreisprachigen Behistun-Inschrift des Achämenidenkönigs Dareios I. auf. Andere Völker der Umgebung verwendeten ebenfalls die Bezeichnung Armen, während die Georgier im Mittelalter die Armenier Somekhi und ihr Land Somkheti nannten.

## Vorgeschichte
Die älteste nachgewiesene Sprache im Gebiet des späteren Armeniens ist Urartäisch, das seit Ende des 9. Jahrhunderts v. Chr. schriftlich überliefert ist. Es ist mit dem Hurritischen verwandt; beide Sprachen sind im Gegensatz zum Armenischen keine indogermanischen Sprachen.
Einige Forscher und Linguisten vermuten die Urheimat der indogermanischen Sprachen und somit auch des Armenischen im heutigen Armenien oder einer diesem nahen Region Kleinasiens (Anatoliens). Eine genetische Studie unterstützt das zuvor allein auf Gründungsmythen beruhende Entstehungsdatum des armenischen Volkes vor etwa 4500 Jahren und die Theorie des armenisch-anatolischen Ursprungs der indogermanischen Sprachen. Armenier haben des Weiteren eine nahe Verwandtschaft mit antiken sowie heutigen Völkern Anatoliens, Süd- und Südosteuropas und Irans. Gamkrelidze und Ivanov halten die Armenier für Ureinwohner Ostanatoliens.
Die armenische Sprache bildet einen eigenen Zweig der indogermanischen Sprachfamilie. Lexikalischen Untersuchungen zufolge ist das Armenische mit dem Griechischen und indoiranischen Sprachen verwandt.
Der sowjetische Orientwissenschaftler I.M. Djakonow plädierte 1968 für die These von einer Einwanderung der Armenier bereits vor dem Entstehen des urartäischen Reiches, da dieses eine Barriere für eine spätere Einwanderung dargestellt hätte und im Falle einer Einwanderung während des Bestehens dieses Reiches Dokumente vorliegen müssten, die von der Einwanderung kündeten. Paul E. Zimansky hält es dagegen für wahrscheinlich, dass Armenier aus dem Gebiet der Muški im Westen unter Rusa II. im 7. Jahrhundert v. Chr. deportiert wurden und so in das Gebiet des Vansees gelangten.
Unter Sarduri II. wurden in Urartu die sogenannten šurele vom Militärdienst befreit. Djakonow sieht in ihnen ethnische Urartäer. Danach bestand das Heer vor allem aus den hura dele (LUA.SI), den Kriegern, die vielleicht der deportierten Bevölkerung Urartus entstammten (A.SI.RUM). Djakonow nimmt an, dass diese deportierten Bewohner „Proto-Armenier“ waren, und setzt die zur Zeit von Tiglat-Pilesar I. im Tur Abdin nachgewiesenen Muški mit den Armeniern gleich. Kapantsan versuchte, hethitische Lehnworte im Armenischen nachzuweisen.
Nachdem das Kernland von Urartu im frühen 6. Jahrhundert v. Chr. ein Teil des Mederreiches geworden war, regierte dort ein verbündeter König aus dem Geschlecht der Orontiden. Der griechische Geschichtsschreiber Hekataios von Milet nennt um die Mitte des 6. Jahrhunderts v. Chr. erstmals die Armenoi als Herren über das frühere Urartu.
Die Armenier selbst sehen Hayk als ihren legendären Stammvater an. Dieser soll nach einem Bericht des spätantiken armenischen Historikers Moses von Choren mit seiner Familie aus Babylon in die Region um den Ararat ausgewandert sein. Nach ihm nennen sich die Armenier selbst Hay und ihre Nation Hayastan. Dies ähnelt auffällig dem Namen des Reiches Ḫajaša, das aus hethitischen Quellen für das 2. Jahrtausend v. Chr. im nordöstlichen Anatolien belegt ist.

## Geschichte

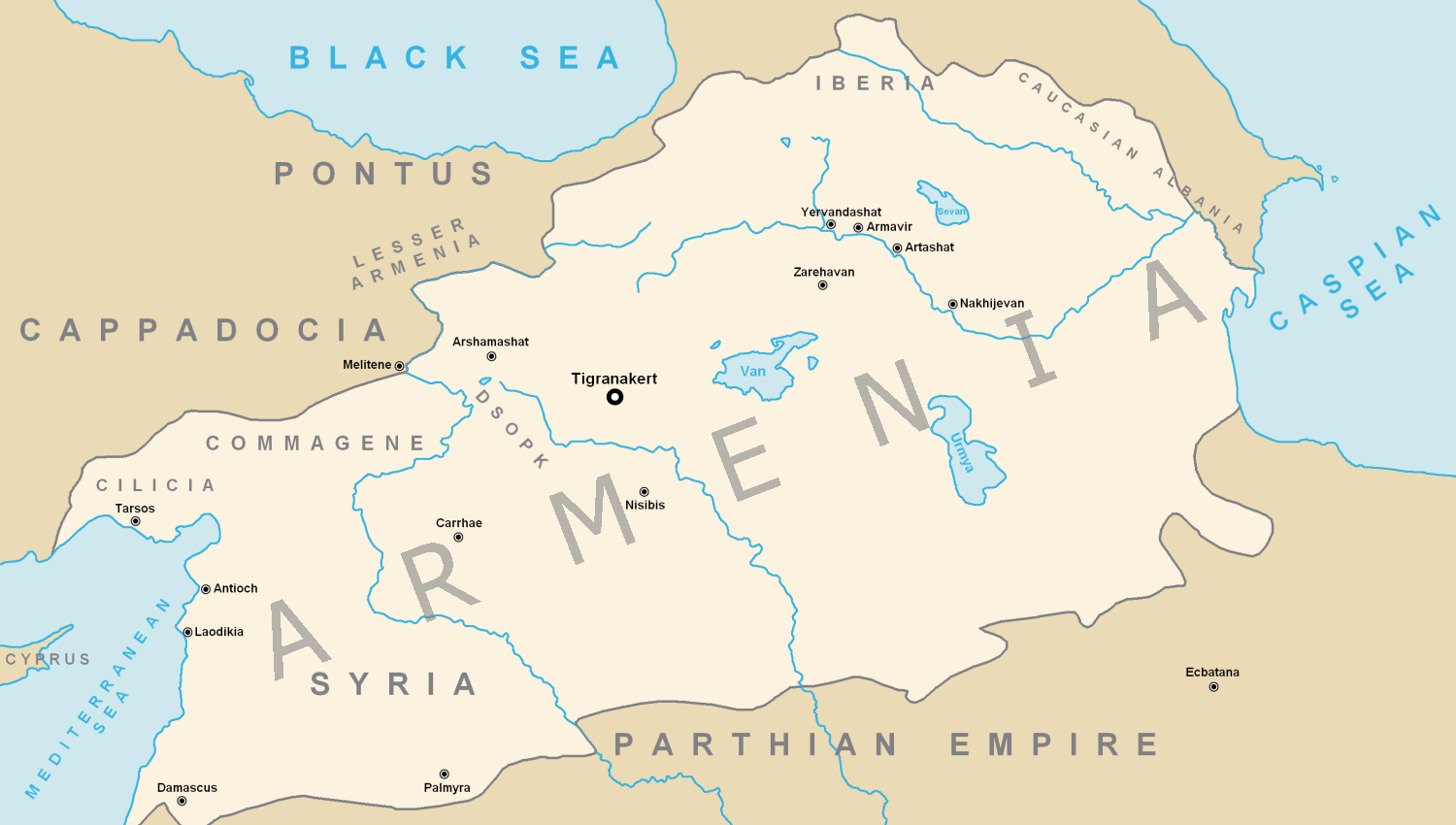
Das armenische Reich, auch Großarmenien genannt im Jahr 95 v. Chr., zwischen Mittelmeer, und Kaspischem Meer, bis nahe an das Schwarze Meer

Unabhängige armenische Königreiche wie etwa unter der Führung der Artaxiden und Bagratiden sowie der Rubeniden, die das Armenische Königreich von Kilikien beherrschten, bildeten in der Geschichte der Armenier eine Ausnahme. Häufig stritten und bekriegten sich Großmächte, insbesondere das Perserreich, das Römische Reich und die Parther, Byzanz und die Sassaniden und später das Osmanische und das russische Kaiserreich um die Region.

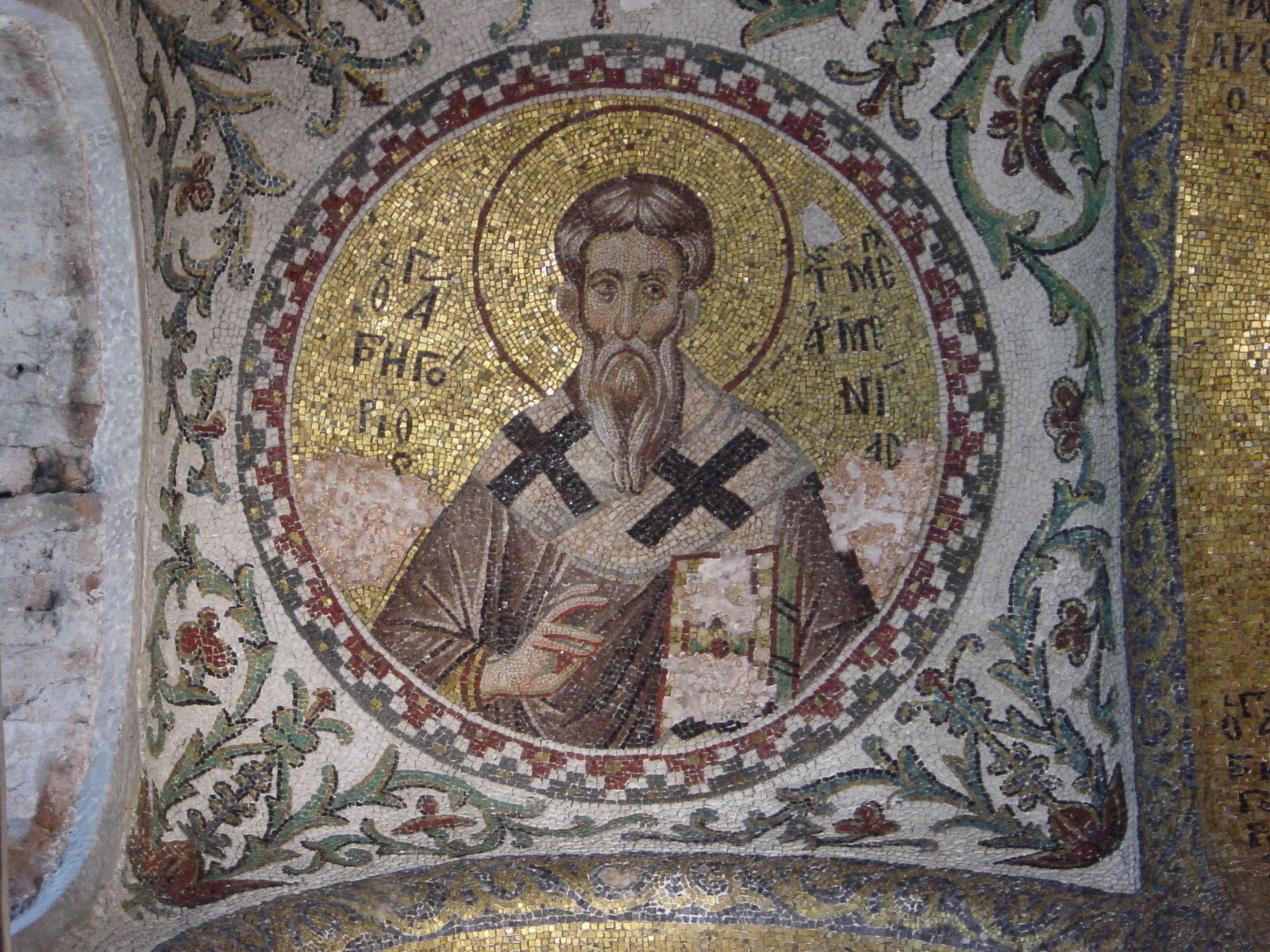
Gregor der Erleuchter, byzantinisches Mosaik aus dem 14. Jahrhundert in der Pammakaristos-Kirche in Istanbul

Die Christianisierung Armeniens erfolgte früh, bereits ab 301 unter Führung von Gregor dem Erleuchter und König Trdat III., was zur Gründung der Armenischen Apostolischen Kirche führte. Damit wurde Armenien der erste christliche Staat der Welt. Nach dem Zerfall des Königreichs der Bagratiden im 11. Jahrhundert wanderten viele Armenier aus Ostanatolien nach Kilikien aus, wo sie das von 1080 bis 1375 bestehende Königreich Kleinarmenien errichteten, und begründeten damit die armenische Diaspora. Später emigrierten von dort viele Armenier auf die Krim, nach Russland, Polen, Rumänien und Moldawien. Im Jahr 1604 erfolgte unter dem persischen Schah Abbas dem Großen eine Massendeportation von Armeniern aus dem Kernland Armeniens nach Isfahan, wo sie Neu-Dschulfa gründeten. Deren Nachkommen gelangten bis nach Indien, Singapur, Java und Australien.

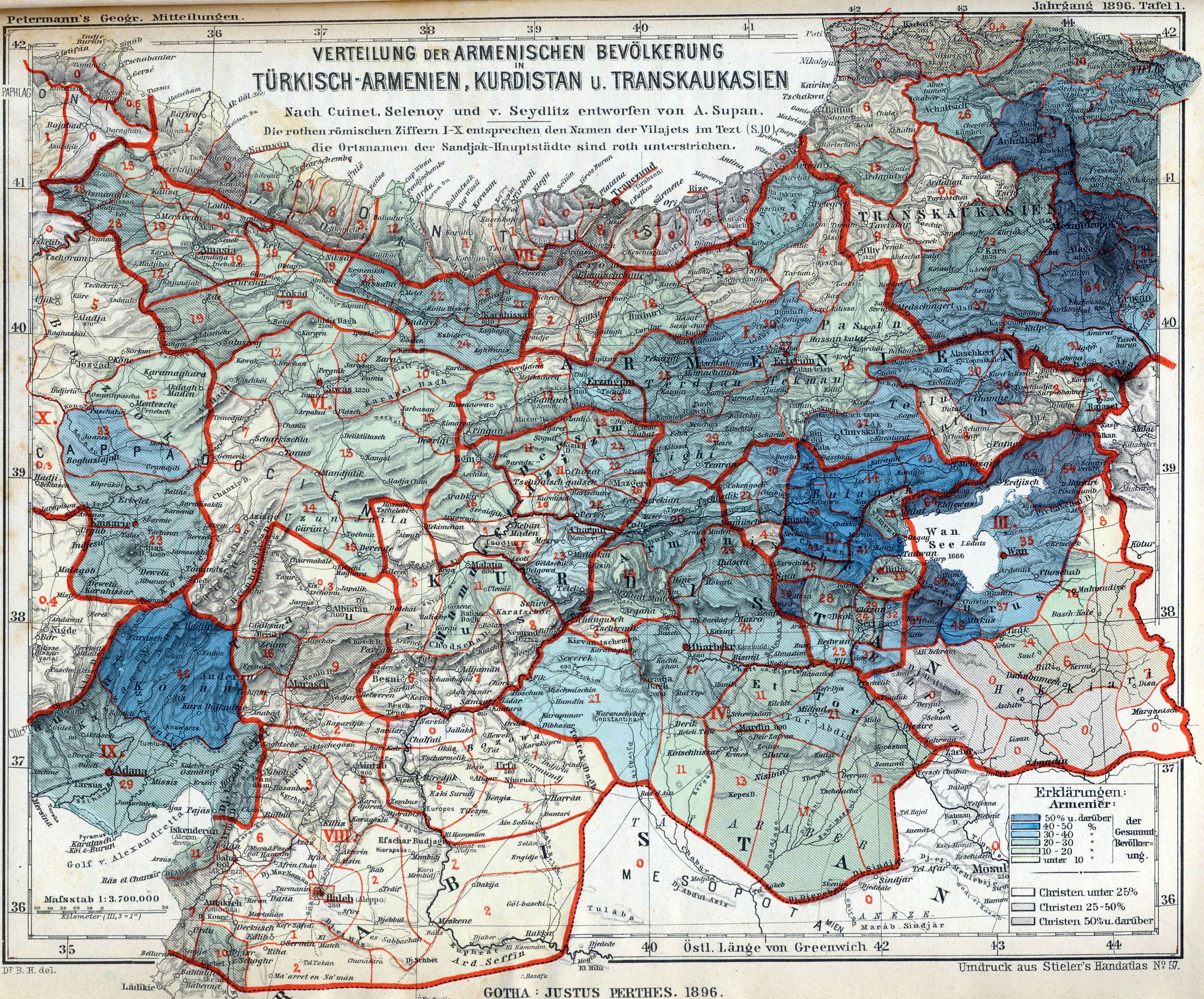
Armenisch besiedelte Regionen 1896; Karte aus Petermanns Geographischen Mitteilungen, vom Mittelmeer im Südwesten bis zum Scharzen Meer im Norden

Historisch ist Armenien seit dem 18. Jahrhundert in Ostarmenien (unter persischer, später russischer Herrschaft) und Westarmenien (unter osmanischer Herrschaft) aufgeteilt. In Ostarmenien lösten russische Pogrome Ende des 19. Jahrhunderts eine Auswanderungswelle nach Westeuropa aus. Die Westarmenier wurden durch den Völkermord, den die Osmanen während des Ersten Weltkrieges verübten, in ihrem angestammten Siedlungsraum nahezu ausgelöscht. Die bestehende Republik Armenien entstand nach dem Ersten Weltkrieg und wurde 1921 in die Sowjetunion eingebunden. Nach dem Zerfall der Sowjetunion erklärte sie sich 1991 für unabhängig.
Im Osmanischen Reich, aus dem der heutige Staat Türkei hervorging, spielten Armenier in Staat und Gesellschaft oft eine ähnliche Rolle wie die phanariotischen Griechen und übernahmen nach der griechischen Unabhängigkeit 1823 zum Teil sogar deren Rolle als loyale Staatsdiener. Armenier hatten hohe Staats- und Regierungsämter inne und bildeten einen wichtigen Teil des diplomatischen Corps des Osmanischen Reiches. Von 1860 bis 1915 war der osmanische Gouverneur der autonomen Provinz Libanon in der Regel ein Armenier.

## Verfolgung und Völkermord auf dem Gebiet der heutigen Türkei
Die Armenier wurden im Osmanischen Reich schon von 1894 bis 1895 und im Jahr 1909, besonders aber von 1915 bis 1918 verfolgt. Zwischen 300.000 und mehr als 1,5 Millionen Menschen fielen im Ersten Weltkrieg dem Völkermord an den Armeniern zum Opfer. Eine Anzahl von Armeniern konnte fliehen und siedelte sich in Kaukasus-Armenien an. Einige wurden von Türken und Kurden aufgenommen und versteckt. Der Großwesir des Osmanischen Reiches, Damad Ferid Pascha, räumte im Jahr 1919 Verbrechen an den Armeniern ein.
Nach den traumatischen Ereignissen des Völkermords hatte der 1933 erschienene Roman Die vierzig Tage des Musa Dagh von Franz Werfel eine identitätsstiftende Bedeutung für die Armenier und ihre Diaspora. Die armenische Gedenkstätte Zizernakaberd erinnert mit einer Gedenktafel daran.
Dennoch wurde und wird die systematische Verfolgung der Armenier von türkischen Regierungen immer wieder geleugnet. Die Anerkennung des Völkermordes wird sogar von Artikel 301 des türkischen Strafgesetzbuches mit Strafe bedroht.
In den türkeiweiten, gegen nichtmuslimische Minderheiten gerichteten Pogromen, die die Regierung von Ministerpräsident Adnan Menderes in der Nacht vom 6. auf den 7. September 1955 inszenierte, waren neben Griechen, Juden und Aramäern auch Armenier die Opfer. Die armenische Gemeinde Istanbuls, die von der Verhaftungswelle im April 1915 weitgehend verschont geblieben war, verließ daraufhin wie auch die griechische Bevölkerung in großer Zahl die Stadt. Etwa 50.000 Armenier leben noch heute in der Türkei, die Mehrheit von ihnen in Istanbul.

## Sprache
Die armenische Sprache bildet einen Zweig innerhalb der indogermanischen Sprachfamilie. Zunehmend wird anerkannt, dass die relativ nahe Verwandtschaft mit dem Griechischen eine gemeinsame Ursprache bedingt, die – die Vorläufer des Albanischen einschließend – als Balkanindogermanisch bezeichnet wird. Der Phonologe Jan Henrik Holst nimmt an, dass sich dieses zunächst in das Albano-Griechische einerseits und das Armenische andererseits teilte. Erst später hätten sich das Albanische, das Griechische, das Phrygische und das Makedonische als Einzelsprachen ausgegliedert, was wiederum die Sprachverwandtschaft des Armenischen zum spätestens im 7. Jahrhundert ausgestorbenen Phrygischen erklärt, das ebenfalls in Anatolien, westlich von Armenien, gesprochen wurde.
Seit dem Beginn des 5. Jahrhunderts existiert die armenische Schriftsprache. Das armenische Alphabet wurde im Jahr 406 von Mesrop Maschtoz, einem Mönch, im Auftrag des Königs und Katholikos Sahak Parthev geschaffen und bestand zunächst aus 36 Buchstabenzeichen. Zur Schreibung fremder Laute wurden im 11. und 12. Jahrhundert zwei weitere Zeichen ergänzt. Das armenische Alphabet ist seither nahezu unverändert gebräuchlich.

## Die Diaspora

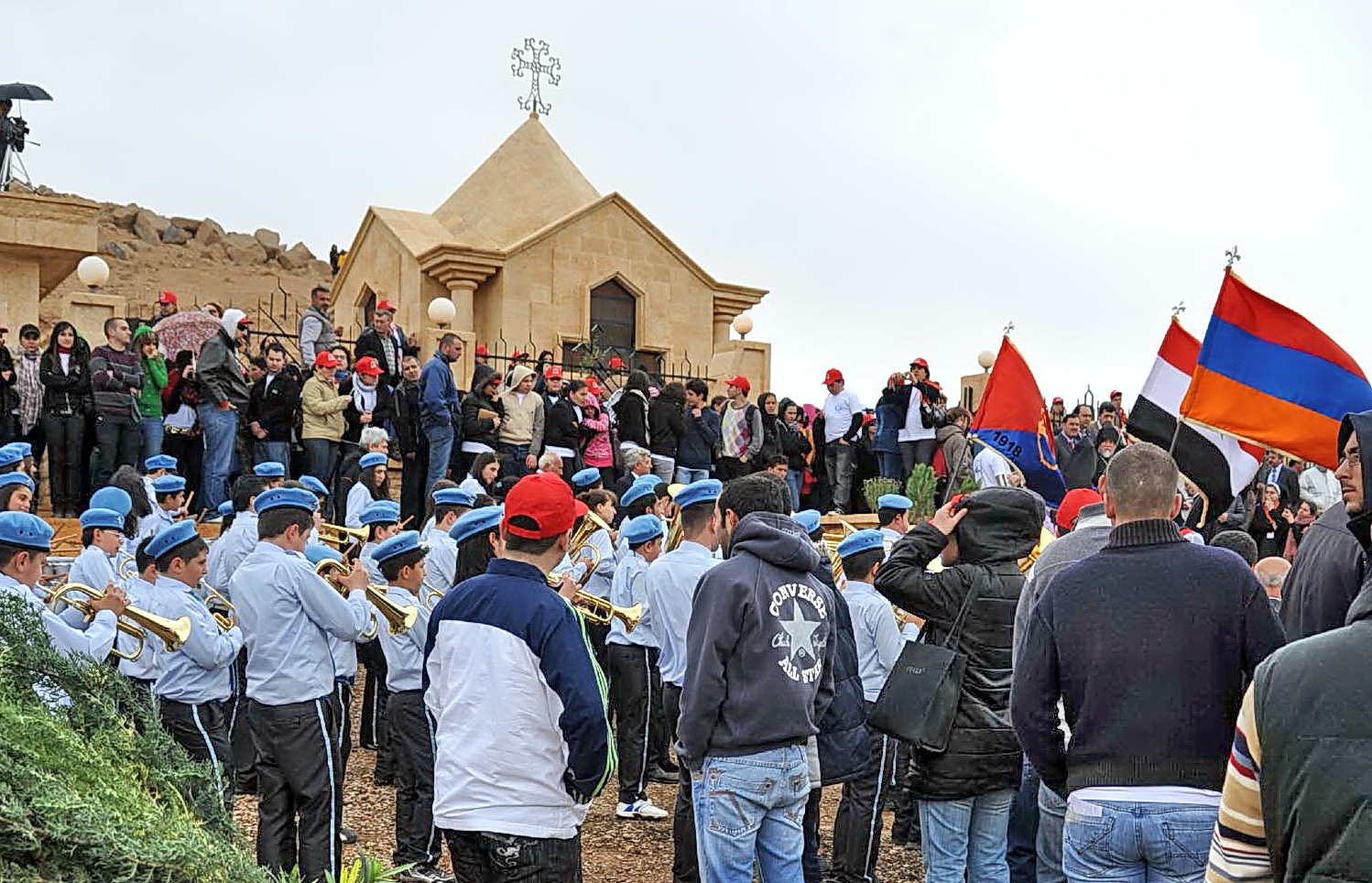
Armenier an der später zerstörten Völkermord-Gedächtniskirche in Syrien, nahe Deir ez-Zor

Etwa drei Millionen Armenier leben in der Republik Armenien. Seit Jahrhunderten gibt es armenische Gemeinschaften in Iran und Georgien. Große historische armenische Minderheiten gab es außerdem in Abchasien (Armenier in Abchasien), Aserbaidschan (im Bergkarabachkonflikt 2023 nahezu vollständig geflohen oder vertrieben), der Türkei, dem Irak, der Ukraine, Polen, Ungarn, Rumänien und Bulgarien.
Es besteht eine große armenische Diaspora, die sich vor allem in Russland (Moskau, Sankt Petersburg und Rostow am Don), Frankreich, den USA, Kanada, Australien, Südamerika (hier vor allem in Argentinien und Brasilien) sowie in Vorderasien (Libanon, Syrien, Jordanien, Israel, Kuwait, Vereinigte Arabische Emirate und Ägypten) konzentriert. Des Weiteren leben noch kleine armenische Minderheiten in Kasachstan, Usbekistan, Tunesien, Griechenland und Zypern.
Der größte Teil der in Frankreich lebenden Armenier wanderte von 1915 bis 1921, also zur Zeit des Völkermordes, ein. Gegenwärtig leben dort nach amtlichen Schätzungen etwa 600.000 Menschen armenischer Herkunft, davon in Paris etwa 100.000. Sie gehören zu verschiedenen Religionsgruppen.

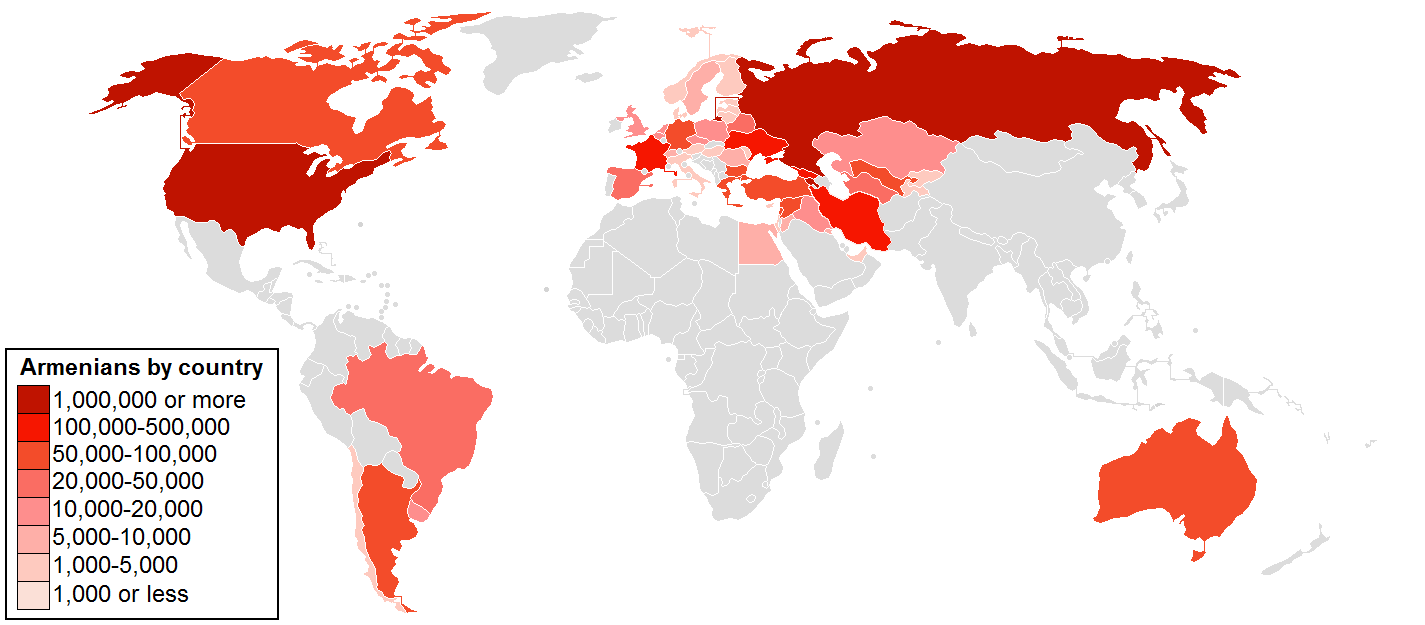
Verteilung von Armeniern nach Ländern

In Deutschland leben etwa 50.000 bis 60.000 Armenier; darunter ehemalige Gastarbeiter und ihre Familien, die seit den 1970er Jahren aus der Türkei nach Deutschland einwanderten, Flüchtlinge, die während und nach der Islamischen Revolution aus Iran nach Deutschland kamen, und jene Armenier, die während und nach der Perestroika aus verschiedenen Gründen aus der ehemaligen Sowjetunion auswanderten (als gut ausgebildete Spezialisten, politische Flüchtlinge, Asylbewerber, Ehepartner von Russlanddeutschen).
Die Überweisungen von Auslandsarmeniern an Verwandte im armenischen Mutterland spielen eine wichtige Rolle in der sogenannten Übertragungsbilanz mehrerer Staaten. Die Republik Armenien profitiert von einer Vielzahl von Geldüberweisungen im Ausland lebender Armenier.

## Bekannte Armenier
- Arthur Abraham – Profiboxer (Deutschland)
- Daron Acemoğlu – Ökonom (USA)
- Howhannes Adamjan – Fernsehpionier (Deutschland/Russland)
- Sergei Adjan – Mathematiker (Russland/UdSSR)
- Andre Agassi – Tennisspieler (USA)
- Iwan Aiwasowski – Maler (Russland)
- Artem Alichanjan – Kernphysiker (UdSSR)
- Abram Alichanow – Kernphysiker (UdSSR)
- Lewon Aronjan – Schachspieler (Armenien)
- Emil Artin – Mathematiker (Deutschland)
- Lew Atamanow – Trickfilmregisseur (UdSSR)
- Charles Aznavour – Sänger (Frankreich)
- Hamasasp Babadschanjan – Panzermarschall (UdSSR)
- Boris Babajan – Informatiker (Russland/UdSSR)
- Howhannes Baghramjan – Feldmarschall (UdSSR)
- Aram Chatschaturjan – Komponist (UdSSR)
- Leonid Chatschijan – Mathematiker (UdSSR/USA)
- Cher – Sängerin (USA)
- Moses von Choren – Historiker (Armenien)
- Tigran Chudawerdjan – Informatiker (Russland)
- Sergei Chudjakow – Luftmarschall (UdSSR)
- Raymond Damadian – Mediziner (USA)
- Agop Dilâçar – Sprachwissenschaftler (Türkei)
- Hrant Dink – Journalist (Türkei)
- Youri Djorkaeff – Fußballer (Frankreich)
- Gabriel El-Registan – Dichter (UdSSR)
- Robert Emmijan – Weitspringer (UdSSR)
- Larry Gagosian – Kunsthändler (USA)
- Sergei Galizki – Unternehmer (Russland)
- Danyel Gérard – Sänger und Komponist (Frankreich)
- Calouste Gulbenkian – Ölmagnat (Großbritannien)
- Wiktor Hambardsumjan – Astrophysiker (UdSSR)
- Alan Hovhaness – Komponist (USA)
- Andronik Iossifjan – Raketentechniker (UdSSR)
- Iwan Issakow – Flottenadmiral (UdSSR)
- Kim Kardashian – Model und Schauspielerin (USA)
- Yousuf Karsh – Fotograf (Kanada)
- Garri Kasparow – Schachweltmeister (Russland/UdSSR)
- Alexander Kemurdschian – Raumfahrtingenieur (UdSSR)
- Susianna Kentikian – Profiboxerin (Deutschland)
- Kirk Kerkorian – Unternehmer (USA)
- Filipp Kirkorow – Sänger (Russland)
- Iwan Knunjanz – Chemiker (UdSSR)
- Samwel Kotscharjanz – Kernphysiker (UdSSR)
- Sergei Lawrow – Politiker (Russland)
- Mesrop Maschtoz – Heiliger (Armenien)
- Henrich Mchitarjan – Fußballer (Armenien)
- Sergei Mergeljan – Mathematiker (UdSSR)
- Anastas Mikojan – Politiker (UdSSR)
- Artjom Mikojan – Luftfahrtingenieur (UdSSR)
- Juri Oganesjan – Kernphysiker (Russland)
- Alexis Ohanian – Unternehmer (USA)
- Juri Ossipjan – Physiker (UdSSR)
- Sergei Paradschanow – Filmregisseur (UdSSR)
- Ardem Patapoutian – Molekularbiologe (USA)
- Jewgeni Petrossjan – Komiker (Russland/UdSSR)
- Tigran Petrosjan – Schachweltmeister (UdSSR)
- Michail Pogosjan – Luftfahrtingenieur (Russland)
- Alain Prost – Automobilrennfahrer (Frankreich)
- William Saroyan – Schriftsteller (USA)
- Karen Schachnasarow – Filmregisseur (Russland)
- Luther George Simjian – Erfinder (USA)
- Nikita Simonjan – Fußballer (UdSSR)
- Margarita Simonjan – Journalistin (Russland)
- Chouchane Siranossian – Violonistin (Frankreich/Schweiz)
- Norair Sissakjan – Biochemiker (UdSSR)
- Serj Tankian – Sänger und Komponist (USA)
- Karen Ter-Martirosjan – Theoretischer Physiker (Russland/UdSSR)
- Michel Ter-Pogossian – Mediziner (USA)
- Avie Tevanian – Informatiker (USA)
- Geworg Wardanjan – Geheimagent (UdSSR)
- Jurik Wardanjan – Gewichtheber (UdSSR)